# Cinzia De Carolis
Cinzia De Carolis (Rome, 22 maart 1960) is een Italiaanse actrice, zangeres en stemactrice. Ze verscheen in 1968 in meer dan vijftien films, waaronder haar optreden als Lori in The Cat o 'Nine Tails.

## Levensloop
Cinzia De Carolis debuteerde als jong meisje in een Italiaanse televisieserie, gevolgd door verschillende nationale film- en televisieproducties. Als Karl Maldens nichtje Lori speelde ze in 1971 in Dario Argento's The Cat o 'Nine Tails, gevolgd door meestal B-films. Parallel aan haar acteercarrière had ze ook een uitgebreide activiteit voor de nasynchronisatie, die al snel intensiever werd en haar artistieke steunpilaar werd. Sinds de jaren tachtig werd ze slechts af en toe als actrice voor de camera gezien.

## Filmografie
- Anna dei miracoli (1968) (tv-film)
- Marcovaldo (1970) (miniserie)
- Angeli senza paradiso (1970)
- The Cat o' Nine Tails (1971)
- The Night of the Devils (1972)
- Con rabbia e con dolore (1972) (miniserie)
- Nobody's Children (1974)
- L'edera (1974) (miniserie)
- Vergine e di nome Maria (1975)
- Rosso veneziano (1976) (miniserie)
- Libidine (1979)
- Cannibal Apocalypse (1980)
- Giggi il bullo (1982)
- Stesso mare stessa spiaggia (1983)
- Una donna da guardare (1991)
- Winx Club: The Secret of the Lost Kingdom (2007, stemrol)
- 100% Wolf! (2020, stemrol)

## Discografie
- Compagno Mio (1971) (single)
- L'alberello di Natale (1971) (single)
- Papà Non Correre (1973) (single)
- Ahm Ahm / Hobbysogno (1982) (single)